# Porcellio conchus
Porcellio conchus är en kräftdjursart som beskrevs av Stanley B. Mulaik 1943. Porcellio conchus ingår i släktet Porcellio och familjen Porcellionidae. Inga underarter finns listade i Catalogue of Life.